# A legénybúcsú (Így jártam anyátokkal)
A legénybúcsú az Így jártam anyátokkal című televízió-sorozat második évadának tizenkilencedik epizódja. Eredetileg 2007. április 9-én vetítették, míg Magyarországon egy évvel később, 2008. november 27-én.
Ebben az epizódban Ted megszervezné Marshall legénybúcsúját, de Barney közbeavatkozik. Eközben Robin ajándéka kínos közjátékot teremt Lily lánybúcsúján.

## Cselekmény
Mivel Ted a tanúja, ezért fantasztikus legénybúcsút szervez Marshallnak. Barney is szeretne segédkezni, de Marshall megtiltja, hogy sztriptíztáncos is jelen legyen. Próbálja Tedet győzködni, mindhiába. Ted terve megnézni egy bokszmeccset és külön erre az alkalomra rendelt steak-et enni. Barney megfúrja az egészet, amikor beállít egy sztriptíztáncosnővel a hotelszobába (noha azt hitte, hogy Atlantic Citybe mennek,és nem Foxwoods-ba). A táncosnőnek véletlenül eltörik a lábát, ezért a kórházba kell vele menniük, ami miatt lemaradnak a fantasztikus mérkőzésről. Támogatásképpen aztán mégis megnézik a táncot, amitől azonban mindenkinek elmegy az étvágya, és ha ez nem lenne elég, a hotelból is kidobják őket egy kisebb tűz miatt. Marshall és Ted visszamennek a bárba, úgy látván, hogy tönkrement az este.
Eközben Robin roppant kínos helyzetbe kerül Lily lánybúcsúján. Ugyanis Barney tanácsára egy vibrátort vett Lilynek ajándékba, de azzal nem számolt, hogy a bulin főleg Lily idősebb nőrokonai lesznek jelen. Robin meg akarja akadályozni, hogy Lily kinyissa az ajándékot, ezért egy óvatlan pillanatban, balga módon, kicseréli a névkártyát egy másik ajándékon lévőre. Amikor kinyitja az ajándékot, Lily megdöbben (mert a nagyanyjától kapta, aki azt hitte, hogy a csomagban egy varrógép van), s ekkor Robin bevallja mindenki előtt a dolgokat. Meglepő módon a rokonok sokkal lazábban állnak hozzá, mint azt feltételezték volna.
A lányok lemennek a bárba, ahol ott találják Marshallt és Tedet. Marshall annyira dühös, hogy meg se akarja hívni Barneyt az esküvőre. Csakhogy ekkor Lily elmeséli, hogy amikor szakítottak, Barney volt az, aki elrepült San Franciscóba, és teljes titokban rábeszélte őt, hogy jöjjön össze újra Marshall-lal. Még a repülőjegyet is kifizette neki, hogy visszajöhessen (és mint kiderült, a randijait is szándékosan, épp ezért nyúlta le). Marshall megenyhül, látván barátja igyekezetét, és megteszi Barneyt a másik tanújának, Ted mellett.

## Kontinuitás
- Lily és Robin újra telepatikusan beszélgetnek, mint a "Mary, az ügyvédbojtár" című részben, és ezúttal se nagyon értik meg egymást.
- Lily felfedi, hogy a "Hol is tartottunk?" című részben Barney hatására jött haza. "A skorpió és a varangy" című részben pedig Barney azért nyúlta le Marshall minden nőjét, hogy nehogy összejöhessen mással.
- Az "Atlantic City" című részben Barney már emlegette, hogy megszervezi Marshall legénybúcsúját.
- Stuart beismeri, hogy gondok vannak a házasságával Claudiával. A "Közbelépés" című részben látható, hogy emiatt alkoholista lett, később a "Bababeszéd" és "A pókerparti" című részek tanúsága alapján sem minden felhőtlen köztük.

## Jövőbeli visszautalások
- Barney először kacsintgat, miközben hazudik. "A gyűrű ereje" című részben Ted teszi ezt vele, amikor megígéri, hogy nem fekszik le a féltestvérével.

## Érdekességek
- Barney azt állítja, hogy egyszerre tíz nővel is volt már. Csakhogy a "Tricikli" című epizód szerint még az édeshármas sem volt meg neki soha. Természetesen az is lehet, hogy hazudott (hiszen többször is mondott már nagyokat), vagy épp szerinte tíz nővel könnyebb összehozni, mint hárommal.
- Mikor Lilyvel találkozik San Franciscóban, Barney megemlíti neki, hogy folyton elszedi a nőit. Csakhogy ez "A skorpió és a varangy" című epizódban történt, amikor Lily már visszajött New Yorkba. Elképzelhető azonban, hogy Barney már korábban is elszedte a nőit.
- Mikor Barney megtudja, hogy nem mennek Atlantic Citybe, az autó TV-kijelzője le van nyitva, de a következő vágáskor, amikor kikapcsolja az övét, már fel van hajtva.

## Vendégszereplők
- Meagen Fay – Janice Aldrin
- K Callan – Lois nagyi
- Corie Vickers – Margaret kuzin
- Joe Manganiello – Brad
- Matt Boren – Stuart
- Erin Cardillo – szriptíztáncos
- Patricia Place – Florence néni
- Jamie Hagan – sztriptíztáncos

## Zene
- Whitesnake – Here I Go Again
- Chop Chop – Pinched

## Fordítás
- Ez a szócikk részben vagy egészben  a   Bachelor Party (How I Met Your Mother) című angol Wikipédia-szócikk ezen változatának fordításán alapul.  Az eredeti cikk szerkesztőit annak laptörténete sorolja fel. Ez a jelzés csupán a megfogalmazás eredetét és a szerzői jogokat jelzi, nem szolgál a cikkben szereplő információk forrásmegjelöléseként.| - m - v - sz « előző Így jártam anyátokkal 2. évad következő »                                                                                                                                                                                                                                                                                                                                                       | - m - v - sz « előző Így jártam anyátokkal 2. évad következő » |
| --- | -------------------------------------------------------------- |
| - Az Így jártam anyátokkal epizódjainak listája |                                                                |
| - Hol is tartottunk? - A skorpió és a varangy - Villásreggeli - Ted Mosby, az építész - A világ legjobb párosa - Jogi praktikák - Swarley - Atlantic City - A pofogadás - Szingliszellem - Hogyan lopta el Lily a karácsonyt - Először New Yorkban - Oszlopok - A hétfő esti meccs - A szerencsepénz - Cuccok - Arrivederci, Fiero - A költözés - A legénybúcsú - Nyílt kártyákkal - Valami kölcsönvett - Valami kék |                                                                || - m - v - sz Így jártam anyátokkal | - m - v - sz Így jártam anyátokkal                                                                  | - m - v - sz Így jártam anyátokkal |
| ---------------------------------- | --------------------------------------------------------------------------------------------------- | ---------------------------------- |
| Epizódok                           | - 1. - 2. - 3. - 4. - 5. - 6. - 7. - 8. - 9. évad                                                   |                                    |
| Szereplők                          | - Ted Mosby - Marshall Eriksen - Robin Scherbatsky - Barney Stinson - Lily Aldrin - Tracy McConnell |                                    |
| Filmzene                           | - How I Met Your Music                                                                              |                                    |
| Kapcsolódó sorozat                 | - Így jártam apátokkal                                                                              |                                    |